# John Bagwell
John Bagwell (1751 – 21 dicembre 1816) è stato un politico irlandese.
John Bagwell fu membro unionista del Parlamento del Regno d'Irlanda eletto per il collegio di Tipperary e colonnello della milizia di Tipperary che era sorta nel 1793. 
Dopo l'Atto di Unione (1800) che creò il Regno Unito di Gran Bretagna e Irlanda, si sedette al Parlamento del Regno Unito per il 1801-1806 per il nuovo Collegio della Contea di Tipperary.

## Biografia
Figlio di William Bagwell e Jane Harper, Bagwell costruì la Marlfield House, Clonmel come residenza di famiglia. Nel 1774 sposò Mary Hare, dalla quale ebbe sei figli, tra cui William e Richard.
Corse senza successo per il collegio della città di Cork nel 1775 finché nel 1792 fu eletto nel collegio di Tipperary nel Parlamento del Regno d'Irlanda fino all'Unione con la Gran Bretagna nel 1801. 
Durante i dibattiti dell'Atto di Unione (1800) cambiò il suo voto due volte, "con il disgusto del Lord Luogotenente, Charles Cornwallis". Bagwell continuò a sostenere il governo di William Pitt il Giovane, ma si aspettava un certo ritorno per i suoi figli in cambio, vale a dire "un deanery per Richard, un lavoro stipendiato nell'esercito per John e la successione al suo grado di colonnello della milizia della contea per William".
Dopo l'Unione è stato eletto deputato per Tipperary nel Camera dei comuni (Regno Unito). Bagwell non ottenne mai un titolo nobiliare, il Segretario Capo affermò di ritenere che fosse "a causa di un soprannome".